# Namaz (islam)
Namaz (tur. ← perz. namāz ) ili salat (arapski: صلوة) je islamska obredna molitva koja se sastoji od različitih pokreta i položaja tijela i pobožnih učenja, uključujući učenje Kurana. To je druga i osnovna praktična dužnost islama. Namaz je farz, obveza strogo naređena od Alaha. Spomenut je na preko stotinu mjesta u Kuranu.
U hrvatskom jeziku se za ispunjavanje te obveze koristi riječ "klanjanje". Stalno, redovno i na vrijeme klanjati pet propisanih dnevnih namaza (čiji su nazivi kod nas preuzeti iz turskog jezika): sabah, podne, ikindija, akšam i jacija namaz svaki dan obveza je svakog punoljetnog (u islamu se pod punoljetnošću podrazumijeva pubertet) muslimana i muslimanke, dok su muškarci petkom umjesto podne namaza dužni u džamiji u džematu (zajedno) klanjati džuma namaz. Osim ovih obaveznih (farz) namaza, postoje i namazi koji nisu obavezni pojedincu, već zajednici i kojih su izuzete žene, a to su bajram namazi i dženaza namaz (koji se klanja kad netko umre), te dobrovoljni (nafila) namazi, koje vjernik klanja kada ima neku neostvarenu želju, dvoumicu, problem, ili jednostavno želi zadobiti Božje zadovoljstvo. Namaz se može klanjati sam ili u grupi, kod kuće ili u džamiji ili na bilo kojem drugom čistom mjestu. Ako vjernik propusti neki namaz, postoji mogućnost njegovog klanjanja u drugom namaskom vremenu, kao iskup, tzv. naklanjavanje.
U jezicima nekih islamskih naroda kao istoznačnica za namāz koristi se riječ salāt, poput bošnjačkog, turskog i urdu jezika. Pojmovi su u uskoj svezi ali postoje male razlike.

## Uvjeti za namaz
Uvjeti za namaz ili namaski šarti su skup uvjeta koji bi vjernik, prema islamskom vjerovanju, trebao ispuniti kako bi mogao pristupiti obavljanju namaza. Ti se uvjeti odnose na fizičku i psihičku spremnost vjernika. Šest osnovnih uvjeta za namaz su:

#### Čistoća
Pod čistoćom kao uvjetom za namaz se podrazumjeva da bude čisto tijelo, odjeća i mjesto gdje će se namaz klanjati. Odjeća, prema vjerovanju muslimana, mora biti čista nečistoća poput blata, ostataka od hrane i pića, urina, izmeta, sperme, krvi i drugih tjelesnih izlučevina, te ne smije biti previše oštećena na mjestima koja mora pokrivati. Kako bi sa sigurnošću znali da im je odjeća čista, vjernici često imaju posebno odijelo koje rabe za klanjanje, što nije obaveza. Mjesto gdje će se klanjati također mora biti čisto od navedenih nečistoća, pa vjernici uglavnom koriste molitvene prostirke - serdžade, na mjestima gdje klanjaju. Čistoća tijela se postiže kupanjem, pranjem zuba, te ruku prije i nakon jela, pranjem poslije izvršavanja fizioloških potreba, sječenjem nokata, te odstranjivanjem dlaka. Kako bi tijelo bilo čisto za namaz, potrebno je izvršiti i obredno pranje - abdest, što je drugi uvjet za namaz.

#### Obredno pranje
Kako bi vjernik postigao valjanu čistoću tijela, potrebno je da izvrši neko od tri obredna pranja: abdest, tejemum ili gusul. Prije svakog pranja treba izgovoriti bismilu i odluku (nijet).
Abdest je posebno vjersko pranje kod muslimana. Obavlja se prije namaza, čitanja ili recitiranja Kurana, vjeronauka ili drugih pobožnih djela.
Za abdest je potrebna odluka da se izvrši (nijet), a ima 7 dijelova:
1. Oprati ruke do iza zglobova zapešća tri puta (sunet - tako je Muhamed činio).
2. Isprati usta tri puta uz pomoć desne ruke, zatim isprati nos triput uz pomoć lijeve ruke (sunet).
3. Oprati lice tri puta (od kose do vrata te od uha do uha) (farz-obavezno).
4. Oprati desnu pa lijevu ruku do iza laktova tri puta (farz).
5. Mokrom desnom rukom potrti najmanje četvrtinu glave koja je pod kosom tri puta (farz)
6. Oprati uši pa vrat tri puta. Uši se peru stavivši male prste u ušne školjke. Pere se i iza uha, dok je vrat dovoljno potrti mokrim rukama (sunet).
7. Oprati desnu pa lijevu nogu do iza gležnjeva po tri puta. Kod pranja prstiju, pravilo je krenuti s desne strane prema lijevoj na obje noge (farz).

Kod pranja svakog pojedinog dijela tijela izgovaraju se posebne molitve (abdeske dove), a ako ih vjernik ne zna, što je čest slučaj s obzirom na njihovu složenost, dovoljno je da se izgovara kelimei- šehada. Ako je vjernik u žurbi, ili će mu količina vode koju ima biti nedostatna za potpuno izvršavanje abdesta, dovoljno je da izvrši farz (obavezna) pranja. 
Tejemum je simbolično čišćenje tijela muslimana čistom zemljom kada nema vode ili je nema dovoljno (npr. nužna je za piće ili kuhanje) te u slučaju bolesti koja ne dozvoljava uporabu vode za abdest. Tejemum se također nijeti (odlučuje), rukama se dotiče zemlja, potrese te prebriše lice jedanput. Još se jednom dotiče zemlja te se lijevom rukom otare desna do iza lakta, a desnom lijeva. Kao zemlja vrijedi i pijesak ili kamen ako su čisti. Osim onoga što kvari abdest, tejemum će pokvariti još i kada se pojavi mogućnost uzimanja abdesta vodom, pa i kada je vjernik u namazu. 
Gusul je vjersko kupanje koje se vjerniku preporuča barem jednom tjedno ako ima dovoljno vode. Gusul je obavezan nakon spolnog općenja i ejakulacije uzrokovane snošajem, masturbacijom ili u snu, te za žene nakon prestanka menstruacije - hajz i postporođajnog krvarenja - nihfas. 
Prije uzimanja gusula vjernicima se preporuča uzimanje abdesta. Gusul se obavlja uz odluku (nijet) i tri obavezna (farz) pranja:
1. Isprati usta i grlo tri puta.
2. Isprati nos ušmrkivanjem vode.
3. Oprati cijelo tijelo tako da nigdje suho ne ostane, a ako se kupa nakon snošaja, posebno dobro oprati spolni organ.  Od muškaraca se traži da kosu do korijena temeljito isperu, a za žene se vjeruje kako ne moraju rasplesti pletenice ako ih nose.

#### Propisno odijevanje
U svrhu obavljanja namaza, od vjernika se očekuje da budu pristojno odjeveni, a prema vjerovanju muslimana, na taj način izražavaju svoje poštovanje i poniznost pred Bogom. 
Od muškaraca se traži da budu pokriveni od iznad pupka do ispod koljena, a ako imaju i drugu odjeću da bude pristojna, dok je najpoželjnije, prema muslimanskom vjerovanju, pokriti cijelo tijelo osim glave, ruku do šaka i nogu do članaka. Mnogi muslimani nose i kape i druga pokrivala za glavu u namazu i svakodnevnom životu. 
Žene, prema vjerovanju muslimana, trebaju biti potpuno pokrivene, uz izuzetak lica, šaka i stopala. Osim u namazu, od žena se u muslimanskoim zajednicama često i u svakodnevnom životu traži da prakticiraju ovakav način odijevanja, pogotovo kada se kreću među ljudima s kojima nisu u rodbinskim vezama. Ovakav islamski način ženskog odijevanja naziva se hidžab.
Avret je riječ koja u islamu označava dio tijela koji muslimani moraju pokriti odjećom kako bi obavljali namaz i druge molitve, a od muslimana se traži da tako budu odjeveni i u svakodnevnom životu, osobito žene, dok bi muškarci trebali pokriti i više od svoga avreta. Obaveza pokrivanja tijela, prema islamu, nastupa u pubertetu, odnosno kad osoba postane punoljetna. Cilj obaveze pokrivanja tijela za islam je čuvanje od grijeha, smirivanje strasti i neželjenih pogleda. Ipak, islam se danas često susreće s optužbama da je ovakva obaveza diskriminirajuća za žene.

#### Namaska vremena
Četvrti uvjet za klanjanje namaza, prema vjerovanju muslimana, je klanjanje namaza u točno određeno vrijeme. Namaskih vremena ima pet: sabah, podne, ikindija, akšam i jacija. Njihov početak se oglašava ezanom, pozivom mujezina s minareta džamije. Vrijeme tih namaza je:
1. Sabah namaz počinje od zore, odnosno prvog traka Sunčeve svjetlosti i traje do pred izlazak Sunca.
2. Podne namaz počinje nakon izlaska Sunca sa sredine neba i traje do ikindije.
3. Ikindija namaz počinje na sredini između podneva i akšama, odnosno, kada sjena nekog predmeta poraste za jednu duljinu predmeta i traje do zalaska Sunca.
4. Akšam namaz traje od zalaska Sunca do jacije.
5. Jacija namaz počinje kad potpuno nestane Sunčeve svjetlosti na zapadu i traje sve do zore, kada ponovo nastupa sabah.

Za obavljanje dragovoljnih (nafila) namaza kao najbolje vrijeme se preporuča kasna noć, odnosno vrijeme između jacije i sabah namaza. Jedan od dragovoljnih namaza je i duha namaz, odnosno prijepodnevni namaz, koji se klanja pola sata nakon izlaska sunca. Teravih namaz (teravija) se klanja samo u mjesecu ramazanu, i to u sklopu jacije namaza, poslije drugog suneta, a prije vitr namaza. Dženaza namaz nema određeno vrijeme, ali je poželjno da se klanja za dnevnog svjetla. Bajram namazi se klanjaju prvi dan bajramskih blagdana, oko sat vremena poslije sabah namaza. 
Postoje tri vremena kada je pokuđeno i nepoželjno (mekruh) klanjanje namaza, a to je vrijeme kada sunce izlazi, kada je na polovini neba i kada zalazi. Muhamed je, kako vjeruju muslimani, kao razlog naveo da u tim vremenima klanjaju džini.
Početak namaskih vremena i njihovo trajanje unaprijed određuju za to stručni ljudi u Islamskoj zajednici, točno u minutu. Takav kalendar naziva se vaktija i najčešće obuhvaća razdoblje od jednog mjeseca. Skup vaktija za svaki pojedini mjesec islamskog kalendara naziva se takvim.

#### Kibla
Kibla je Kaba u Meki, a to je mjesto prema kome se muslimani cijeloga svijeta moraju okretati prilikom obavljanja namaza. Za muslimane je Kaba najstarija i najsvetija džamija na svijetu, i zato je odabrana da bude Kibla. Dok je Meka još bila pod vlašću politeista za doba Muhameda, i ispunjena kipovima njihovih božanstava, muslimani su se u namazu okretali prema Jeruzalemu. 
Ako nisu sigurni gdje se Kaba točno nalazi i nemaju koga pitati, muslimani prakticiraju namaz na način da se okreću onamo gdje pretpostavljaju da se Kibla nalazi. Islam zabranjuje bilo kakvo klanjanje prema slici čovjeka ili životinje. Također, smatra se da nije dobro da bilo tko prolazi ili stoji ispred klanjača. Ako je to neizbježno, npr. na trgu ili drugim javnim mjestima, od osobe koja se klanja traži se da ispred sebe zabode u zemlju štap ili postavi neki drugi predmet, što se naziva sutrah.

#### Odluka (nijet)
Prije klananja svaki vjernik dužan je odlučiti klanjati namaz u ime Alaha (učiniti nijet). Prije svakog djela, prema vjerovanju muslimana, potrebno je odlučiti (nijetiti) da se taj posao ili radnja obavlja u ime i za zadovoljstvo Alaha. Muslimani to redovito čine, prilikom počinjanja nekog posla, jela, buđenja ili lijeganja na počinak, ulaska ili izlaska iz kuće i slično. Na nijetu se u muslimanskoj vjeri toliko inzistira jer se vjeruje da će čovjeku na Sudnjem danu biti na čast samo ono što je radi Alaha učinio - prema mnuslimanskom vjerovanju, za ono što se u ime Boga čini, od Boga se očekuje i nagrada.
Nijjet je doslovce odluka, ona se prije svega donosi srcem pa tek onda jezikom. Za neke radnje postoji točan tekst nijjeta, a za neke se izgovara samo
"Bismillahi- Rahmani- Rahim" - "U ime Boga, Sveopćeg Dobročinitelja, Milostivog."
Primjerice, nijet za namaz glasi ovako: 
"Odlučih u ime Allaha dž. š. klanjati farz ovog namaza i okrenuh se prema Kibli, Allahu ekber! (Alah je Najveći!)"
"Nevejtu en usallije lil-lāhi teālā salāte fardil-vakti, edāen mustakbilel-kibleti, Allahu ekber!"
Prilikom izgovaranja "Allahu ekber." muškarci opruženih dlanova palcem dodiruju meki dio uha, a žene dižu opružene dlanove naspram ramena. Prema muslimanskoj praksi iako je poželjno da se nijet za namaz izgovori na arapskom jeziku, to se može činiti i na bilo kojem drugom jeziku, dok se ostatak namaza isključivo izvodi na arapskom jeziku.

## Izvođenje namaza
Namaz se, prema islamskom učenju, mora izvoditi po utvrđenim pravilima, ruknima, nakon ispunjenih uvjeta za namaz, može se klanjati pojedinačno ili skupno (džemat). 

### Namaskirukni(sastavni dijelovi)
Namaski rukni ili sastavni dijelovi namaza su pokreti, položaji tijela i molitve koje se moraju izvršiti kako bi namaz, prema islamskom vjerovanju, bio potpun i primljen od Boga. Šest je glavnih namaskih rukna:

#### Početni tekbir
To je prvi, odnosno početni tekbir u namazu, koji se izgovara odmah po izgovorenom nijetu, a naziva se tekbiretul-ihram ili iftitahi-tekbir. Tekbir je svako izgovaranje riječi "Allahu ekber". Prilikom izgovaranja tekbira muškarci opruženih dlanova (prema Kibli) palcem dodiruju meki dio uha, a žene dižu opružene dlanove naspram ramena. Obično se izgovara tiho, smireno.

#### Stajanje u namazu
Mirno stajanje u namazu se naziva kijam, a dolazi odmah nakon izgovorenog nijeta i tekbira, pri čemu se izgovaraju molive i odlomci iz Kurana. Vjernici u namazu stoje tako da lice i prsa okrenu prema Kibli, a stopala rastave za oko tri prsta. Muškarci vežu ruke na pojas, a žene na prsa, i to tako da desni opruženi dlan stave na poleđinu lijeve ruke. Lijepo je i poželjno, mustehab, da muškarci palcem i malim prstom desne ruke obuhvate lijevu ruku, ostale prste držeći opruženima, a žene smo da desnim dlanom preklope lijevu ruku. 
Na kijamu je obavezno gledati u mjesto gdje se glava spušta na tlo pri činjeju sedžde, dakle pognute glave gledati ispred sebe. Ako osoba zbog bolesti i starosti ne može klanjati stojeći, smije klanjati sjedeći, a ako ne može ni sjediti onda je dozvoljeno klanjati ležeći. Osoba koja klanja ležeći okrenut će lice i podviti nožne prste prema Kibli. Ako je osoba u potpunosti paralizirana i nije u mogućnosti kalnjati na bilo koji od navedenih načina, smije, prema islamskoj praksi, ako to želi, klanjati u mislima, odnosno zamišljati sve radnje i molitve.

#### Učenje Kurana i molitvi
Kuran i sve molitve u namazu, prema islamskoj praski, recitiraju se obavezno na arapskom jeziku. Odmah nakon početnog tekbira, na prvom rekatu, izgovara se molitva (dova) Subhaneke:
| Subhanekel-lahumme ve bihamdike, ve tebareke-smuke, ve te'ala džedduke, ve la ilahe gajruke. | Slavljen neka si samo Ti, moj Bože, i Tebi hvala, Tvoje ime je uzvišeno, Tvoja uzvišenost nedosežna, nema drugog Boga osim Tebe. |

Zatim se izgovaraju Euza i Bismilla:
| E'uzu billahi mineš-šejtanir-radžim. Bismillahir-rahmanir-rahim. | Sačuvaj me, dragi Bože, od prokletog vraga (šejtana). U ime Boga, Milostivog, Samilosnog. |

Potom se recitira prva sura Kurana, najvažnija molitva u islamu, sura Al-Fatiha:
| Elhamdu lillahi Rabiil 'alemin, Er-rahmanir-rahim, Maliki jevmid-din. Ijjake na'budu ve ijjake neste'in. Ihdines-siratal-mustekim, siratal-lezine en'amte 'alejhim, gajril-magdubi 'alejhim veled-daallin.' Amin! | Hvala Bogu, Gospodaru svih svjetova, Milostivom, Samilosnom, Gospodaru Sudnjega dana. Samo Tebe obožavamo i samo od Tebe pomoć tražimo. Uputi nas na pravi put, na put onih kojima si darovao Svoje blagodati, a ne na put onih koji na koje si se rasrdio, niti na put onih koji su zalutali. Amen! |

Na prva dva rekata poslije recitiranja Al-Fatihe obavezno je recitiranje još najmanje tri ajeta iz Kurana, u farz dijelovima namaza. U sunet muekede dijelovima recitiranje Kurana je obavezno na svim rekatima. Poslije recitiranja ajeta, uz izgovaranje Allahu ekber! (Alah je najveći!) spuštamo se na naklon.

#### Naklon
Naklon u namazu se naziva ruku'. Tijelo se nagne tako da se dlanovima mogu obuhvatiti koljena. Pri tome se gleda u nožne prste i izgovara sljedeća molitva tri puta:
Subhane Rabbijel-'azim!
Naklanjam se pred Tvojim Savršenstvom, moj Veliki Gospode!
Potom se uspravljamo na kratku stanku, koja se naziva i'tidal. Uspravljajući tijelo, izgovara se sljedeća molitva, samo jedanput:
Semi'allahu limen hamideh!
Čuje Bog onoga tko Mu zahvaljuje!
Na stanci izgovorimo molitvu:
Rabbena lekel-hamd!
Gospode naš, Tebi hvala!
Potom, uz izgovaranje Allahu ekber! (Alah je najveći!) spuštamo lice na tlo, u položaj sedžde.

#### Spuštanje lica na tlo
Spuštanje lica na tlo u namazu se naziva sedžda. To je vrhunac namaza, jer u islamu se smatra da je tada vjernik najbliži Bogu. Spuštajući se na sedždu, vjernik se prvo pogne naprijed, obuhvati dlanovima koljena i spusti ih na tlo, a zatim dlanove ispruženih ruku spusti na tlo i među njih spusti lice, tko da mu čelo i nos dodiruju tlo. Na sedždi, i nožni prsti moraju biti na tlu, povijeni prema Kibli, tako da se prsti opiru o tlo. Na sedždi se tri puta izgovara sljedeća molitva:
Suhane Rabbijel-e'ala!
Klanjam se pred Tvojim Savršenstvom, moj Uzvišeni Gospode!
Sedžda se izvrši dva puta, između njih je kratka stanka od nekoliko trenutaka, koliko se može razgovijetno izgovoriti Subhanallah!. Na stanci vjernik može, ako želi, izgovoriti molitve poput: " Allahum-magfirli, verhamnii, vedžburnii, verfa'nii, verzuknii, vahdinii, va'afinii, va'fu'annii...", što približno sve znači: "Bože, oprosti mi, budi Milostiv prema meni" i sl. S prve sedžde na stanku vjernici se vraćaju izgovarajući Allahu ekber!, na drugu sedždu vjernici se spuštaju izgovarajući Allahu ekber!. Položaj laktova na sedždi se razlikuje kod muškaraca i žena. Muškarci laktove drže dignute od tla, a žene spuštene na tlo, pripojene uz koljena.
S druge sedžde vjernici se dižu na novo stajanje (kijam) ili sjedenje, ovisno na kojem su dijelu namaza, izgovarajući Allahu ekber! i opirući se rukama o koljena (opiranje o tlo ili neki drugi predmet je nepoželjno).

#### Posljednje sjedenje
Posljednje sjedenje u namazu se naziva kade-i ehireh. To je obavezno sjedenje nakon posljednjeg rekata, četvrtog, trećeg ili drugog, ovisno o kojem se namazu radi. Sjedi se na podvijenim nogama. Točnije, sjedi se na lijevoj nozi, dok se desna noga izbaci. Od muškaraca se traži da poviju prste desne noge u pravcu Kible, a od žena da pruže stopalo u pravcu suprotno od Kible. Dlanove ruku vjernici opružene postavljaju na bedra i pri sjedenju gledaju u krilo. Pri sjedenju se izgovara posebna molitva Tešehhud, poznatija pod nazivom Et-Tehijjat, koji je dobila po svojoj prvoj riječi. Ova molitva se sastoji od četiri dijela:
| Et-Tehijjat Et-tehijjatu lillahi ve salavatu ve tajjibatu. Es-selamu 'alejke ejjuhe-nnebijju ve rahmetullahi ve berekatuhu. Es-selamu 'alejna ve ala ibadillahi salihin. Šehadet Ešhedu en la ilahe ilallah, ve ešehedu ene Muhammeden 'abduhu ve resuluhu Salavat Allahumme salli 'ala Muhammedin ve 'ala ali Muhammed, kema salejte 'ala Ibrahime ve 'ala ali Ibrahime. Inneke hamidum medžid. Allahumme barik 'ala Muhammedin ve 'ala ali Muhammed, kema barekte 'ala Ibrahime ve 'ala ali Ibrahime. Inneke hamidum medžid. Dova Rabbena atina fid-dunja, haseneten ve fil ahireti, haseneten vekina azaben-nar. Rabbenagfir li, ve li validejje, ve lil mu'minine, Jevme jekumul-hisab. | Počasti Naše počasti, poštovanja i dobra dijela, pripadaju samo Alahu. Neka Ti je pozdrav, milost i Alahov blagoslov Božji Poslaniče. Neka je Božji mir i blagoslov nama i svim dobrim Alahovim robovima. Očitovanje Vjerujem i očitujem da je samo Alah Jedini Bog, i da je Muhamed Božji rob i poslanik. Blagoslovljenje Bože moj, blagoslovi Muhameda i rod Muhamedov, kao što si blagoslovio Abrahama i rod Abrahamov. Zaista si Ti hvaljen i slavljen. Bože moj, obaspi blagodatima Muhameda i rod Muhamedov, kao što si obasuo blagodatima Abrahama i rod Abrahamov. Zaista si Ti hvaljen i slavljen. Iskrena molitva Gospodine naš, daj nam svako dobro na ovom svijetu, i na budućem svijetu, i sačuvaj nas od paklenih muka. Gospodine naš, oprosti meni, i mojim roditeljima, i svim vjernicima, na Sudnjem danu. |

Poslije toga se "predaje" Selam, odnosno šalju pozdravi okretanjem glave prvo na desnu, a zatim na lijevu stranu, pri čemu se pogled usmjeri preko ramena. Pri okretanju glave i na desnu i na lijevu stranu, vjernici izgovaraju sljedeći pozdrav:
Es-selamu alejkum ve rahmetullah!
Neka je mir Božji i spas na vas!
Ovaj simbolični pozdrav, prema vjerovanju muslimana, šalje se svim vjernicima i melecima (anđelima), jer prema islamskom vjerovanju onoga koji klanja namaz prate tisuće anđela. Pozdravom je namaz završen. Neki vjernici nakon završetka namaza imaju običaj tri puta izgovoriti: '"Estagfirullah!", što znači "Bože, oprosti mi!".
Poslije pozdrava vjernicima se obično preporučuje izgovoriti i sljedeću molitvu:
Allahumme entes-selamu ve minkes-selamu tebarekte ja zel-dželali vel ikram!
Moj Bože, Ti si mir i izvor mira, blagoslovljen si Ti, o Slavljeni i Uzvišeni!
Pri tome se opruženim dlanovima pomiluje cijelo lice, što je, prema islamu, simbolično čišćenje od grijeha.
Pored ovog posljednjeg sjedenja, u muslimanskoj vjerničkoj praksi postoji i neobavezno prvo sjedenje koje se izvršava poslije svakog drugog rekata kod namaza koji imaju više od dva rekata. Na ovom sjedenju vjernici molitvu Tešehhud izgovaraju djelomično: na svim farz dijelovima namaza samo prvi dio Et-tehijjat, kao i na sunnet dijelovima podne i akšam namaza, dok se na sunnet dijelovima ikindije i jacije namaza igovaraju Et-tehijjat i Salavati. Kod teravih namaza, koji se klanja samo u svetom mjesecu Ramazanu, na svakom prvom sjedenju vjernici izgovaraju i Et-tehijjat i Salavati. Ovo sjedenje za vjernike nije obavezno, ali je poželjno. 
Po završetku namaza prelazi se na zikr. koji za muslimane predstavlja čin veličanja Boga posebnim molitvama.

### Zikr
Zikr u islamu predstavlja poseban vid veličanja Boga, ponavljanjem određenih molitava ili Alahovih imena određeni broj puta, uglavnom 11, 33 ili 99 puta. Zbog lakšeg snalaženja i brojanja izgovorenih molitava muslimani često koriste posebnu brojanicu, tespih koja ima funkciju sličnu onoj koju u kršćanstvu ima krunica. Ova brojanica se najčešće sastoji od 33 ili 99 zrna. Zikr poslije namaza se najčešće prakticira, smatra se od drugih vjernika izuzetno lijepim pobožnim djelom za koje se dobiva velika nagrada. Zikr poslije namaza se sastoji od nekoliko dijelova:
1. Uvodna molitva, salavat (blagoslov) na Poslanika Muhameda,
2. Učenje Euze, Bismile i Ajetul-kursijja, 225. ajeta 2. sure u Kuranu, sure Al-Bakara.Nakon ovoga se, uz pomoć brojanice izgovaraju sljedeće molitve:
3. Tespih, izgovaranje riječi  Subhanallah (سبحان الله) - Neka je slava Alahu! - 33 puta,
4. Tehmid, izgovaranje riječi Elhamdu lillah (الحمد لله) - Hvala Alahu! - 33 puta,
5. Tekbir, izgovaranje riječi Allahu ekber (الله أكبر) - Alah je Najveći! - 33 puta,
6. Završna molitva, te namaska dova, prema vjerovanju muslimana je molitva Alahu da primi upravo završeni namaz, da bude zadovoljan s vjernikom, da mu se smiluje i oprosti grijehe. Ova dova ima nekoliko standardnih oblika na arapskom jeziku, ali joj se, u skladu s islamskom praksom, često dodaju i neke osobne želje od Boga, koje vjernici mogu zatražiti i na vlastitom jeziku.
7. Učenje Fatihe, za koju je Muhamed rekao da je najbolja dova i naredio vjernicima da svaki namaz završe s njom.

Zikr u džematu predvodi mujezin izgovarajući uvodnu i završnu molitvu. Bismilu i Ajetul-kursijj će klanjači proučiti sami za sebe, te tesbih, tehmid i tekbir, po 33 puta. Namasku dovu će proučiti imam, dok će ostali u sebi izgovarati Amin!, dlanova uzdignutih prema nebu. Na kraju svatko će za sebe proučiti po Fatihu, nakon čega će se klanjači u džematu međusobno pozdraviti selamom.

### Rekati
Rekati su zasebni dijelovi namaza koji se sastoje od jedne serije pokreta: stajanje, recitiranje Kurana, naklon, uspravljanje tijela nakon naklona i spuštanje lica na tlo dva puta, između kojih se sjedne jednom na nekoliko sekundi. Pomoću rekata se određuje dužina namaza, koji je razdijeljen na cjeline od dva, tri ili četiri rekata. Poslije svakog drugog rekata u namazima dužim od dva rekata, često se prakticira jedno kraće sjedenje, a na kraju svakog namaza sjedenje je obavezno. Na sjedenjima se izgovara posebna molitva Tešehhud. Dnevni namazi imaju dva glavna dijela:
- Sunnet, koji ima dva ili četiri rekata, a dolazi prije ili poslije farza. Suniti ga dijele na: sunnet-muekkede, obavezni sunnet koji je Muhamed izvršavao svakodnevno i sunnet-gajri-muekkede, koji je Muhamed izvršavao ponekad. Šiiti smatraju da se svaki sunnet treba klanjati po dva rekata. Muhamed je vjernicima, kako se vjeruje, preporučio klanjanje ovog dijela namaza, kako bi prema njemu stekli Alahovo zadovoljstvo i Poslanikov šefa'at (zalaganje na Sudnjem danu). Sunet sabah namaza muslimani ne smiju izostavljati, a ako se sabah namaz naklanjava nakon izlaska sunca, a prije nastupanja vremena podne namaza, prema islamskoj praksi, naklanjavaju se i sunnet i farz. Sunneti podne i akšam namaza se smiju izostaviti ako je vjernik u nekoj velikoj žurbi, ili se bliži kraj namaskog vremena. Sunneti ikindije i jacije namaza se smiju, prema islamskoj praksi, izostaviti ili skratiti na dva rekata s bilo kojim opravdanim razlogom, pa su stoga sunnet-gajri-muekkede.
- Farz je obavezan dio namaza koji je i njegova osnova, a može imati dva, tri ili četiri rekata, i on se, prema vjerovanju muslimana, ne smije izostaviti. Ako se izostavi, odnosno ako ga vjernik ne stigne klanjati u namaskom vremenu, on se klanja prije klanjanja onog namaza čije je vrijeme nastupilo - tzv. naklanjavanje.

"Odlučih u ime Alaha klanjati farz ovog namaza i okrenuh se prema Kibli, Allahu ekber! (Alah je Najveći!)"
"Nevejtu en usallije lil-lāhi teālā salāte fardil-vakti, edāen mustakbilel-kibleti, Allahu ekber!"
Vitr namaz, koji se klanja u sklopu ili nakon jacije namaza, je po šerijatskim stupnjevima obaveza vadžib, dakle i on je obavezan, no strogost kojom je naređen farz je kod vadžiba nešto blaža, pa stoga njegovo propuštanje, prema šerijatu, za sobom povlači blažu kaznu. Propuštanje vadžbiba se muslimanima nikako ne preporuča.
Dnevni namazi imaju različit respored i dužinu sunneta i farzova:
| Namaz                | Sunnet (dobrovoljno prije farza) | Sunnet (dobrovoljno prije farza) | Farz     | Sunnet (dobrovoljno poslije farza)                     | Sunnet (dobrovoljno poslije farza) |
| Namaz                | Suniti                           | Šiiti                            | Farz     | Suniti                                                 | Šiiti                              |
| -------------------- | -------------------------------- | -------------------------------- | -------- | ------------------------------------------------------ | ---------------------------------- |
| Sabah namaz (فجر)    | 2 rekata Sunnet-muekkede         | 2 rekata                         | 2 rekata | —                                                      | —                                  |
| Podne namaz (ظهر)    | 4 rekata Sunnet-muekkede         | 2 rekata                         | 4 rekata | 2 rekata                                               | —                                  |
| Ikindija namaz (عصر) | 4 rekata Sunnet-gajri-muekkede   | 8 rekata                         | 4 rekata | —                                                      | -                                  |
| Akšam namaz (مغرب)   |                                  | 3 rekata                         | 3 rekata | 2 rekata Sunnet-muekkede                               | 4 rekata                           |
| Jacija namaz (عشاء)  | 4 rekata Sunnet-gajri-muekkede   | 4 rekata                         | 4 rekata | 2 rekata Sunnet-muekkede 3 rekata Vitr namaza (vadžib) | 2 rekata                           |

### Džemat
Džemat, prema islamskom vjerovanju, označava svako zajedništvo u islamu, bilo u izvršavanju vjerski ili svakodnevnih obaveza, no ipak se najčešće odnosi na zajedničko izvršavanje vjerskih obaveza, poglavito namaza. Džemat se, sukladno islamskoj praksi, mora sastojati od najmanje dvije osobe (dvije muške, muškarac i žena samo ako su u braku ili rodbinski povezani). Namaz u džematu predvodi imam, koji tada ima ulogu neke vrste svećenika, koji je obavezno muškarac (žena može predvoditi namaz samo ako su i ostali članovi džemata žene, bez muškaraca). U džamijama se nalazi posebno mjesto predviđeno za imama, u vidu niše u prednjem zidu džamije, koje se naziva mihrab i koje je uvijek bogato ukrašeno i uočljivo, a ujedno je i smjernica za Kiblu. Pored imama, za predvođenje džemata potreban je i mujezin, pomoćnik imama, koji izgovara uvodni poziv na namaz, ikamet, predvodi zikr (slavljenje Allaha) nakon namza, te po potrebi uči ezan pri početku namskog vremena. Ako nitko od klanjača nije sposoban obavljati ovu dužnost, imam je može preuzeti. Imam se okrene prema Kibli, stojeći ispred ostalih, a o stali klanjači (muktedije) se poredaju u pravilne redove (safove) iza njega, također okrenuti prema Kibli. Prvo se redaju muškarci, a zatim žene iza njih, odmaknute. U većini džamija prostor za klanjanje žena je odvojen od muškaraca, ili se nalazi iznad. U islamu je obavezno to da muškarci i žene klanjaju odvojeno u dvije prostorije ili ako klanjaju u istoj sobi traži se da između njih postoji odstojanje. U slučaju isključivo ženskog džemata, žena imam se ne izdvaja ispred džemata već stane u središnji dio prvog saffa. Ako klanjaju samo dvije osobe, imam će stati samo na korak ispred osobe koja ga prati, a koja će mu stati s desne strane. Saffovi moraju biti popunjeni što je više moguće, a klanjači poredani tako da su im vrhovi prstiju u pravilnoj liniji. Vjeruje se da popunjenost saffova sprječava šejtana (đavola) da dođe do imama i omete ga u predvođenju namaza.
Pri zajedničkom klanjaju namaza, vjernici sve pokrete čine sinkronizirano s imamom ili ponavljaju za njim. Imam određene molitve izgovara na glas, određene u sebi, dok određene molitve klanjači moraju izgovarati sami za sebe. Tako imam izgovara početni tekbir, sve ostale tekbire u namazu, molitvu pri uspravlaju tijela nakon pregiba (ruku') na kratku stanku (i'tidal), te selam po završetku namaza na glas pri svakom namazu. Fatiha i dio Kurana uče se naglas samo na farzu sabah namaza, te na prva dva rekata farza akšam i jacije namaza. Ovo su namazi koji se klanjaju ujutro i navečer, te su klanjači tada umorni ili pospani, pa se ovi dijelovi izgovaraju naglas najvjerojatnije zbog praktičnog razloga održanja koncentracije klanjača u namazu.
Vjernici koji prate imama pri početku namaza izgovorit će nešto izmijenjen nijjet:
"Odlučih u ime Allaha dž. š. klanjati farz ovog namaza i okrenuh se prema Kibli, pristah klanjati prateći ovog imama, Allahu ekber! (Alah je Najveći!)"
"Nevejtu en usallije lil-lāhi teālā salāte fardil-vakti, edāen mustakbilel-kibleti, ikte-dejtu bi hāzel imami, Allahu ekber!"
Prema vjerovanju muslimana za svaki namaz postoji odredjena rijec pri izgovaranju nijjeta. Zajedno s imamom izgovaraju početni tekbir, te sami za sebe izgovaraju Subhaneke i Euzu. Ako imam uči Fatihu naglas, tiho će u sebi izgovoriti Amin! Kada imam završi klanjači za sebe izgovaraju i molitve koje se tri puta ponavaljaju na ruku' (naklonu) i sedždi (spuštanju lica na tle), te Ettehijjatu na svakom sjedenju. Selam će predati zajedno s imamom.
Prema muslimanskom vjerovanju, namaz u džematu je 25 ili 27 puta vrijedniji od samostalnog klanjanja. Samo farz dijelovi namaza se klanjaju u džematu. Postoje i namazi koji se mogu klanjati samo u džematu, a to su: džuma (samo petkom-namaz koji klanjaju samo muškarci), dženaza (također samo muškarci) i dva Bajram namaza (Ramazanski i Kurban bajram).

### Olakšice u namazu
Kako je namaz stroga obveza u islamu postoje i neke olakšice za osobe koje ga nisu u mogućnosti izvršiti na propisan način. Tako ako je vjernik bolestan ili nema dovoljno prostora, može klanjati sjedeći ili čak ležeći, ili u slučaju potpune paralize može klanjati u mislima, odnosno zamišljati kako klanja, iako tada nije obavezan klanjati. 
Putnici, prema islamskoj praksi,  smiju skraćivati namaze. Ovo skraćivanje namaza se naziva kasr. Svi farzovi se skraćuju s četiri rekata na dva, a sunnete je preporučeno izostaviti. Putnik u prijevoznom sredstvu smije se klanjati onako kako sjedi. Također, putnicima je dozvoljeno spajati namaze, što se naziva džem'bajn as-salatejn ili skraćeno džem. Spajaju se podne i ikindija namaz, tako da se oba namaza skrate na po dva rekata i klanjaju zajedno u periodu između podneva i večeri. Spajaju se i akšam i jacija namaz, tako što se jacija skrati na dva rekata te se klanjaju zajedno u periodu između zalaska sunca i zore. Spajanje i skraćivanje namaza se, prema islamskoj praksi, ne smiju primijeniti na sabah namaz ni na koji način. Šafijski mezheb (pravna škola islama) najčešće i najslobodnije koristi ovu metodu, dok su ostale pravne škole dosta suzdržane prema ovakvom postupku.
U vjerničkoj praski dozvoljeno je i prekidanje namaza ako dođe do neke opasnosti po imovinu ili život, kada se čuje nečiji vapaj za pomoć i sl. Osobito je ženama dozvoljeno prekinuti namaz kada god se za to ukaže potreba, npr. kada dijete plače ili čak kada žena osjeti da će zagorjeti jelo koje je ostavila da se kuha. Također, ako se dijete ne mogu umiriti, ženama se dozvoljava klanjanje držeći dijete u naručju, s tim da se nalaže da ga spuste na tlo pri izvršavanju sedžde. Kako islam za žene predviđa ulogu starateljica obitelji i muževe imovine i časti, one nisu dužne klanjati džumu, dženaze i bajram namaz. Kada se namaz prekine, klanjat će se ispočetka.
Olakšice u muslimanskoj praksi postoje i za početnike u namazu. Tako oni koji još nisu naučili sve molitve napamet mogu u rukama držati neki priručnik ili komad papira na kojem su te molitve napisane. Također ako vjernik ne zna ništa iz Kurana napamet, može ga držati u ruci i iz njega učiti. Priručnik, podsjetnik ili Kuran vjernik treba držati u desnoj ruci, a lijevu držati ispod desne ruke, kao da su ruke normalno svezane. Muslimani glavnom pri klanjaju koriste zadnjih desetak sura iz Kurana, te ih nauče još kao djeca, jer su kratke i lako ih je zapamtiti. Zato se ovih deset sura nalazi kao prilog svakom vjeronaučnom udžbeniku kako za djecu, tako i za odrasle. Ako vjernik zna napamet samo nekoliko sura, ili isječaka iz Kurana, može ih ponavljati pri klanjaju svakog namaza, dok ne nauči više. Međutim, preporuča se da se na svakom rekatu nekog namaza uči drugačiji dio Kurana.

### Kvarenje namaza
Prema vjerovanju muslimana, postoje radnje koje kvare namaz, jer narušavaju njegovu harmoniju pokreta i učenja. Inače, smatra se da svaka radnja koja upućuje promatrača na to da onaj koga promatra ne klanja, kvari namaz. Ovo su neke od radnji koje muslimani smatraju kako će pokvariti namaz, te će se taj namaz morati klanjati ispočetka:
- Ako se namjerno izostavi bilo koji od šest obaveznih namaskih rukna.
- Ako se u namazu nešto progovori. Ne smije se ni selam nazivati, niti primati. Međutim, ako vjernik naglas podsjeti imama na grešku u učenju Kurana nastavljajući učiti gdje se imam zbunio, namaz mu neće biti pokvaren.
- Ako se u namazu zaplače ili nasmije. Smijanje u namazu kvari i abdest, a ako se to dogodi, vjernik prvo mora uzeti ponovno abdest, pa onda klanjati namaz. Međutim, osmijeh bez ispuštanja glasa neće pokvariti namaz, kao ni kada klanjaču poteku suze iz pobožnosti.
- Nepotrebno kašljanje, pljuvanje i jaukanje također kvari namaz.
- Okretanje prsa od Kible, dok se namaz klanja, također će ga pokvariti.
- Ako se nešto pojede ili popije dok se klanja, namaz će biti pokvaren. Dozvoljeno je, međutim, progutati neki ostatak hrane u ustima, ako nije veći od zrna graška.
- Ako se udari po nečemu objema rukama, namaz će biti pokvaren.
- Ako se tri puta po istom mjestu počeše, na jednom namaskom ruknu, namaz će biti pokvaren.
- Ako se u namazu učini više od jednog koraka. Ako je neopodhno da se klanjač pomjeri za jedan korak, ne smije dizati stopala od tla kada to čini. Koračanje radi popunjavanja saffova u džematu neće pokvariti namaz.
- Ako se netočno uči Kuran u namazu, namaz će biti pokvaren.
- Ako se u namazu izgubi abdest. Također, ako vjernik klanja namaz s tejemmumom, pa mu se ukaže prilika da uzme abdest, namaz će mu biti pokvaren.

Ako vjernik ne učini neku od ovih grešaka, već neku manju, primjerice ne izgovori molitve na rukuu ili sedždi, ispravit će ih tzv. sehvi sedždom, a to je dvostruka sedžda koja se izvrši prije predavanja selama. Zatim se ponovno izgovori cijeli Tešehhud i namaz završi predavanjem selama. Ovo će ispraviti sve manje greške u namazu.

### Naklanjavanje (kada)
Kada, također poznata kao "naklanjavanje", jeste, prema muslimanskom vjerovanju, vid iskupljenja za propuštene namaze. Ako vjernik iz opravdanog razloga propusti namaz, taj propust će nadoknaditi naklanjavanjem, čim bude u mogućnosti. Naklanjava se samo farz namaza, osim u slučaju sabah namaza ako se naklanjava prije nastupanja vremena podne namaza. Oni koji vitr namaz smatraju vadžibom (obvezom manje strožijom od farza) preporučaju njegovo naklanjavanje. Namaz se naklanjava prije klanjanja namaza čije je vrijeme trenutno, npr. ako vjernik propusti podne namaz, a vrijeme je ikindije namaza, prvo će naklanjati podne (farz od 4 rekata), a zatim ikindiju. Naklanjavanje nakon klanjanja namaza čije vrijeme je trenutno narušava njegovu vrijednost, te ga neki muslimani čak smatraju zabranjenim.

## Vrste namaza
Islam vjernicima naređuje ili preporuča veliki broj namaza koji mogu biti različitih vrsta i načina izvođenja. Svi namazi se mogu razvrstati u četiri skupine, prema stupnju obveznosti: farz, sunnet, vadžib i nafila.

### Farz namazi
Farz namazi su prema vjerovanju muslimana od Boga strogo naređeni, obavezni namazi, koje je dužan izvršavati svaki punoljetan musliman i muslimanka (po šerijatu punoljetnost nastupa ulaskom u pubertet). Farz se dijeli na dvije vrste:
- Farz 'ajn- obveze pojedinca. Za ove obaveze vjernik ili vjernica će biti pitan na Sudnjem danu. Dakle, kada se radi o namazu to je pet dnevnih namaza, te džuma namaz petkom za muškarce. Žene mogu obavljati džumu namaz, no to za njih nije obaveza, pa mogu klanjati podne namaz u to vrijeme, kao i svakim drugim danom. Žene također nisu obvezne klanjati u džematu, za razliku od muškaraca koji su to dužni učiniti svaki put kada budu u prilici. Pet dnevnih namaza: sabah, podne, ikindiju, akšam i jaciju su dužni izvršavati svi zdravi, razumni i punoljetni vjernici i vjernice, u točno određeno vrijeme, okrenuti prema Kibli, s iskrenom namjerom (nijjetom) u srcu.
- Farz kifaje - obveze zajednice (džemata). Što se namaza tiče to je dženaza namaz, koja se klanja prilikom pogreba. Ova vrsta farza u islamskoj praksi je obveza za zajednicu, te ako ju određeni broj članova izvrši, drugi dio koji ju nije izvršio neće biti kažnjen. No ako nitko iz zajednice ne izvrši ovu obvezu, zajednica će kolektivno biti kažnjena za neizvršenu obvezu.

Džuma namaz se klanja petkom, u vrijeme podne namaza. Ovaj namaz je za muškarce stroga obaveza, a za žene je dobrovoljan. Poseban je po tome što se je uz klanjanje njegova obavezna dva rekata u džematu, obavezna (farz) i propovijed (hutba).
Dženaza namaz se klanja prilikom pogreba, prije sahranjivanja umrloga. Ovaj namaz je specifičan jer se klanja u potpunosti stojeći, u džematu.
Bajram namazi se klanjaju povodom dva velika islamska blagdana: Ramazanskog bajrama (Eidul Fitr) i Kurban bajrama (Eidul Adha). Klanjaju se na isti način, osim razlike u izgovaranju nijjeta, kao namazi od dva rekata. Osobiti su po tome što se prije započinjanj prvog rekata izgovori sedam (po Imamu Ebu Hanifi tri) tekbira uz podizanje ruku, te po završetku drugog rekata još pet (po Imamu Ebu Hanifi tri) tekbira. Po zavreštku namaza imam drži propovijed (hutbu). Klanjaju se u istom vremenu kad i duha namaz, dakle nakon izlaska sunca pa dok ono ne bude na polovini neba, odnosno između sabah i podne namaza. Bajram namazi imaju različit tretman, neki ih islamski učenjaci smatraju obaveznima za pojedina (farz 'ajn), neki za zajednicu (farz kifaje).

### Vadžib namazi
Vadžib namaz je namaz čija naredba nije toliko stroga kao ona od farza, tako da ih neki muslimani smatraju obveznim, a drugi dragovoljnim namazom. Većina vitr namaz, koji se klanja nakon jacije, smatra vadžibom.
Vitr namaz je namaz koji se klanja odmah po završetku jacije namaza, ili u noći nakon jacije. Vitr je specifičan namaz, koji se najčešće klanja u varijanti od 3 rekata (postoje varijente i do 11 rekata). Iako ga mnogi smatraju nafilom, ovaj namaz je u islamu vrlo uputno obavljati.

### Sunnet namazi
Sunnet namazi su neobvezni namazi koje je, prema islamskom učenju, klanjao Poslanik Muhamed kao dodatak dnevnim namazima. To su: sunnet-muekkede sabah, podne i akšam namaza, te sunnet gajri-muekkede ikindije i jacije namaza. U ovu kategoriju, međutim, spadaju i teravih namaz kao i neki nafila namazi. Dakle, status sunnet i nafila namaza je gotovo isti.

### Nafila namazi
Nafila su dragovoljni namazi koji se klanjaju u različita vremena, a svoje utemeljenje imaju u sunnetu. Ti namazi imaju posebnu vrijednost jer nisu obavezni, pa njihovo klanjanje, prema vjerovanju muslimana, znači samo Alahovo zadovoljstvo i nagradu, te se vjeruje da donose bereket (Božji blagoslov) u kuću onoga ko ih klanja. Prva kategorija nafila namaza jesu sunneti pet dnevnih namaza (koji su kod Sunita ipak na većem stupnju obveznosti). Pored sunneta pet dnevnih namaza, nafila namazi s odeđenim vremenom su: 
- Išrak namaz, klanja se oko pola sata nakon izlaska sunca, a sastoji se od dva rekata. PRma islamskom vjerovanju vrlo ga je uputno klanjati, jer se smatra da vjernik time stiče veće Alahovo zadovoljstvo.
- Duha namaz je jutarnji namaz koji muslimanki prakticiraju nakon izlaska sunca, pa do podneva (kada je sunce točno na polovini neba). Može imat i dva, četiri ili šest rekata
- Salatul-evvabin je večernji namaz koji se obično klanja između akšama i jacije namaza, a sastoji se od dva rekata.
- Noćni namaz, koji se najčešće naziva Tehedžud ili Leil namaz je noćni namaz od dva ili više rekata, i prma islamskom učenju najpoželjniji je od svih nafila namaza. Klanjanje ovog namaza se smatra jednim od najboljih ibadeta (bogoštovnih djela), a obično se klanja nakon ponoći, kada svi ostali spavaju. Može se klanjati u džematu, te se tako najčešće klanja za vrijeme četiri svete noći. Ovaj namaz je, prema islamskom vjerovanju, za Poslanika Muhameda bio farz - obvezan.

Nafila (sunnet) namazi koji se klanjaju u osobitim prilikama, bez točno određenog vremena su: 
- Tehijjetul-mesdžid je namaz koji se klanja iz poštovanja prema džamiji, kao mjestu štovanja Boga, za što vjernici smatraju da će ih približiti Alahu. Klanjaju se dva rekata odmah po ulasku u džamiju, prije ezana koji će oglasiti nastupanje novog namaskog vremena. Neki ga klanjaju samo pri prvoj posjeti nekoj džamiji, a drugi pri svakoj posjeti džamiji.
- Ostali nafila namazi bez točno određenog vremena su: kusuf-namaz (namaz pri pomračenju Sunca ili Mjeseca), hadže-namaz (namaz za potrebu), tesbih-namaz (namaz s elementima zikra), istihara-namaz (namaz prilikom dvojbe), istiska-namaz (namaz za kišu), tevba-namaz (namaz kajanja (tevbe) zbog učinjenih grijeha), i mnogi drugi.

## Koristi namaza
Muslimani doživljavaju namaz kao direktan kontakt s Alahom. U namazu se odvajaju od svih poteškoća i nesavršenosti materijalnog svijeta i stoje pred Stvoriteljem. 
Dodatne blagodati namaza su tjelovježba i osobna higijena. Naime, namaz se sastoji od pet obaveznih tjelesnih pokreta koji se kombiniraju te funkcioniraju kao razgibavanje tijela. Muslimani, također, inzistiraju na potpunoj čistoći tijela prilikom svakog od pet dnevnih namaza.